# Джанлука Капрарі
Джанлука Капрарі (італ. Gianluca Caprari, нар. 30 липня 1993, Рим) — італійський футболіст, нападник «Монци» і національної збірної Італії.

## Клубна кар'єра
Народився 30 липня 1993 року в місті Рим. З 2003 року потрапив до системи підготовки гравців місцевої «Роми». З 2011 року  почав включатися до заявки головної команди клубу, проте мав обмежений ігровий час.
На початку 2012 року для здобуття ігрової практики був відданий в оренду до друголігової «Пескари», за яку відіграв півтора сезони.
Влітку 2013 року повернувся до «Роми», утім знову не зумів пробитися до основного складу і за півроку повернувся «Пескари» вже на умовах повноцінного контракту. Був основним гравцем команди на рівні Серії B і 2016 року допоміг їй здобути підвищення в класі до Серії A.
Влітку 2017 року перебрався до «Сампдорії», де спочатку був стабільним гравцем основного складу, утім згодом поступово почав отримувати менше ігрового часу, а на початку 2020 року був відданий в оренду до «Парми». Згодом сезон 2020/21 відіграв також на правах оренди за «Беневенто», після чого також на орендних умовах приєднався до «Верони».
Згодом «Верона» викупила контракт гравця, утім вже 21 липня 2022 року передала його до «Монци» на правах оренди із зобов'язанням викупу при досягенні певних умов.

## Виступи за збірні
2011 року дебютував у складі юнацької збірної Італії (U-18), загалом на юнацькому рівні за команди різних вікових категорій взяв участь у 9 іграх, відзначившись одним забитим голом.
14 червня 2022 року дебютував за головну збірну Італії, вийшовши на заміну наприкінці першого тайму гри Ліги націй УЄФА проти Німеччини.
| Дата      | Місто         | Господарі | Результат | Гості  | Турнір                               | Голи | Примітки |
| --------- | ------------- | --------- | --------- | ------ | ------------------------------------ | ---- | -------- |
| 14-6-2022 | Менхенгладбах | Німеччина | 5 – 2     | Італія | Ліга націй УЄФА 2022-2023 - 1-й етап | -    | 44'      |
| Усього    |               | Матчів    | 1         |        | Голів                                | 0    |          |